# Melhem Zein
Melhem Zein est un chanteur libanais né à Bekaa le 20 octobre 1982.

## Enfance
Le talent de Melhem a commencé à apparaître à l'âge de sept ans, où il a chanté à Oum Kalthoum lessa faker. À l'âge de 11 ans, il participe à un festival de chansons scolaires auxquelles toutes les écoles libanaises ont participé et a remporté la première place dans sa région.

## Carrière
En 1998, à l'âge de 16 ans, Melhem Zein fait son apparition dans Star Cup (ar) une émission libanaise de chant pour jeunes talents sur la chaîne LBCI.
En 2003, il participe à la première saison de SuperStar sur la chaîne libanaise Future TV. Il atteint les finales avec Rouwaida Attieh et Diana Karazon, mais son parcours s'arrête à la troisième place. Cet échec si prêt du but a provoqué des manifestations à travers le Liban. Il est surnommé « président de la chanson libanaise » par le public libanais grâce à sa voix.
En 2004, Melhem présente son premier album musical sous son titre Enti Mchiti.

## Vie privée
Le 26 juin 2008, le chanteur libanais Melhem Zein épouse la fille de l'ancien président yéménite Ali Salem al-Beidh, Tamami. Son mariage est considéré comme le mariage de l'année et environ mille personnes assistent au mariage. Les célébrations ont eu lieu au pavillon royal Biel, à Beyrouth.

## Discographie

### Albums
- 2004 : Enti Mchiti
- 2006 : Bedi Hebik
- 2008 : Alawah
- 2012 : Melhem Zein
- 2017 : El Jereh Ely Baadou
- 2024 : El Jereh Ely Baadou By Hamza E Ktaibi